# Blepharita bellieri
Blepharita bellieri là một loài bướm đêm trong họ Noctuidae.